# Altagracia (Nicarágua)
Altagracia é um município da Nicarágua, situado no departamento de Rivas. Tem 477 km² de área e sua população em 2020 foi estimada em 22.605 habitantes.